# FIFA 15
FIFA 15 é um jogo eletrônico de simulação de futebol desenvolvido pela EA Sports. É um jogo que foi lançado nas plataformas: Microsoft Windows, Nintendo 3DS, Playstation 3, Playstation 4, Playstation Vita, Xbox 360, Xbox One, Wii, iOS, Android, Windows Phone e Windows 10 Mobile.

## Aspectos do jogo
No seu canal oficial do YouTube, a EA Sports, divulgou vários vídeos para dar a conhecer um pouco mais do jogo aos seus fãs. Nos vídeos, é possível observar gráficos incrivelmente realísticos, além das emoções que cada jogador expressa de acordo com os aspectos do decorrer do jogo: marcador, mau/bom desempenho da equipe, excesso de oportunidades perdidas, gols, etc. Mostra também a grande intensidade com que os torcedores viverão o jogo, a agilidade e características distintas de cada jogador e o novo e aperfeiçoado controle de bola, ou ainda a incrível semelhança dos estádios/jogadores virtuais com a vida real. No dia 6 de agosto de 2014, foi postado um vídeo no YouTube, pela própria empresa, que anunciou a existência da tecnologia da linha de gol, algo que havia sido adotado recentemente pela FIFA na Copa do Mundo realizada no Brasil.

## Ultimate Team
O FIFA Ultimate Team (FUT) é um modo de jogo do FIFA 15 onde ganha-se, compra-se, transfere-se e vende-se jogadores cobiçados para montar a sua equipe dos sonhos. Treine a sua equipe, contrate jogadores, compre pacotes e enfrente outros jogadores em torneios e temporadas online ou no modo para um jogador. O usuário pode visualizar o Ultimate Team no iPhone, Android, PC ou em qualquer lugar que esteja conectado à internet. No entanto, quando se trata do sistema Android, o FIFA 15 não tem a opção de jogar online.
Para o Ultimate Team, a EA Sports decidiu introduzir um bônus para os jogadores que fizerem a pré-compra do FIFA 15 Ultimate Team Edition, que inclui 40 pacotes de ouro grátis no FUT, e a oportunidade de ter o jogador Lionel Messi por empréstimo para o seu próprio clube.

### Modo Carreira
Neste modo, o dirigente tem a opção de criar seu próprio avatar e gerenciar sua carreira como atleta e posteriormente como manager, e tem a opção de já começar sendo um manager, onde se torna responsável por tudo que se passa no clube, a novidade no FIFA 15 é a vida real que o jornal ganha no jogo, este tem a função de notificar as informações da liga para dar mais realismo ao game, e no FIFA 15 o jornal pode dar informações diversas, como por exemplo um jogador dizer que não vai trocar de clube e trocar, e no caso das equipes especificamente o Liverpool pode acontecer da diretoria publica no jornal do jogo que mantém a confiança em seu treinador mesmo com resultados ruins, e que vai permanecer no cargo, e na sequência demitir o treinador. Como manager você também irá receber convites de seleções para gerenciar, convocar e disputar as competições pertinentes da seleção escolhida, neste modo você pode ser manager do clube e simultaneamente da seleção.

## Versão demonstrativa
Nesta versão demonstrativa de FIFA, você é capaz de disputar partidas de quatro minutos cada etapa com oito times: PSG (França), Liverpool (Inglaterra), Barcelona (Espanha), Boca Juniors (Argentina), Chelsea (Inglaterra), Borussia Dortmund (Alemanha), Napoli (Itália) e Manchester City (Inglaterra).Todas os jogos são realizados no Estádio Anfield. O centro das atenções não poderia ser outro, devido à realização do Mundial de Futebol este ano: a Adidas Brazuca.

## Capa
Pelo terceiro ano consecutivo, Lionel Messi foi a capa do jogo em quase todas as regiões, à exceção das seguintes em que o jogador fez parceria com:
- Itália: com Gonzalo Higuaín
- Oceania: com Tim Cahill
- Estados Unidos e Canadá: com Clint Dempsey

## Ligas oficiais
No dia 24 de julho de 2014, a EA Sports anunciou que a Serie A (campeonato italiano) estará totalmente licenciada no FIFA 15. No dia 30 de julho, anunciou que as equipas e respetivos jogadores do Brasileirão não estarão licenciados. No dia 6 de agosto foi anunciado a volta da Süper Lig da Turquia. O jogo não conta com times do Campeonato Brasileiro.
| - Austrália - A-League - Arábia Saudita - Saudi Professional League - Coreia do Sul - K League Classic - Alemanha - Bundesliga - 2. Bundesliga - Áustria - Austrian Bundesliga - Bélgica - Belgian Pro League - Dinamarca - Superligaen - Escócia - Scottish Premiership - Espanha - La Liga - Segunda División - França - Ligue 1 - Ligue 2 | - Holanda - Eredivisie - Inglaterra - Premier League - Football League Championship - Football League One - Football League Two - Irlanda - League of Ireland - Itália - Série A TIM - Série B - Noruega - Tippeligaen - Polônia - Ekstraklasa - Portugal - Primeira Liga - Rússia - Russian Premier League - Suécia - Allsvenskan - Suíça - Swiss Super League - Turquia - Süper Lig | - Estados Unidos - Major Soccer League - México - Liga MX - Argentina - Argentine Primeira División - Chile - Chilean Primeira División - Colômbia - Categoría Primera A |

### Equipes do resto do mundo
- Kaizer Chiefs
- Orlando Pirates
- Olympiacos
- PAOK
- Panathinaikos
- Shakhtar Donetsk
- Rangers
- Orlando City
- New York City

## Supercopas
- FA Community Shield (Inglaterra)
- Supercopa de España (Espanha)
- Tropheé des Champions (França)
- Supercoppa Nazionale (Italia)
- DFL Supercup (Alemanha)
- Supertaça Cândido de Oliveira (Portugal)

## Estádios
No dia 6 de agosto de 2014, a EA confirmou que todos os 20 estádios da Premier League (Campeonato Inglês) estariam totalmente licenciados.
- Argentina
  - La Bombonera (Boca Juniors)

- Canada
  - BC Place (Vancouver Whitecaps)

- Inglaterra
  - Todos os 20 estádios da Premier League
  - Wembley Stadium (England)

- França
  - Parc des Princes (PSG e França)
  - Stade Gerland (Olympique Lyonnais)

- Alemanha
  - Allianz Arena (Bayern de Munique e 1860 Munique)
  - Signal Iduna Park (Borussia Dortmund)
  - Imtech Arena (Hamburgo)
  - Veltins-Arena (Schalke 04)
  - Olympiastadion (Hertha Berlim e Alemanha)

- Itália
  - San Siro (AC Milan e Internazionale)
  - Juventus Stadium (Juventus)
  - Stadio Olimpico (AS Roma, Lazio e Itália)

- México
  - Estadio Azteca (América e México)

- Países Baixos
  - Amsterdam Arena (Ajax e Países Baixos)

- Arábia Saudita
  - King Fahd Stadium (Al-Hilal, Al-Shabab, Al-Nassr e Arábia Saudita)

- Espanha
  - Camp Nou (Barcelona)
  - Mestalla (Valencia e Espanha)
  - Santiago Bernabéu (Real Madrid)
  - Vicente Calderón (Atlético de Madrid)

- Ucrânia
  - Donbas Arena (Shakhtar Donetsk)

## Trilha Sonora
| - Avicii - "The Nights" - A-Trak - "Push" - Bang La Decks - "Utopia" - Broods - "L.A.F." - Catfish and the Bottlemen - "Cocoon" - Choc Quib Town - "Uh La La" - Death from Above 1979 - "Crystal Ball" - Elliphant - "All or Nothing" - Elliphant - "Purple Light" - Emicida feat. Rael - "Levanta e Anda" - FMLYBND - "Come Alive" - Foster the People - "Are You What You Want To Be?" - The Griswolds - "16 Years" - Groove Armada - "Superstylin'" - Jacob Banks - "Move With You" - Joywave - "Tongues" - Jungle - "Busy Earnin'" - Kasabian - "stevie" - Kinski Gallo - "Cumbia del Corazón" - The Kooks - "Around Town" - Kwabs - "Walk" - Ky-Mani Marley - "Warriors" | - Lowell - "Palm Trees" - The Madden Brothers - "We Are Done" - Madeon - "Imperium" - Magic Man - "Tonight" - Marteria - "Sekundenschlaf" - Milky Chance - "Down by the River" - MPB4 - "Agiborê (Marky's Ye-Mele Refix)" - Nico & Vinz - "When The Day Comes" - Polock - "Everlasting" - Prides - "Out of the Blue" - Rudimental feat. Alex Clare - "Give You Up" - Saint Motel - "My Type" - Saint Raymond - "Wild Heart" - Santé Les Amis - "Brasil" - Santigold - "Disparate Youth" - Slaptop - "Sunrise" - Teddybears - "Sunshine" - Tensnake - "Pressure" - The Ting Tings - "Super Critical" - tUnE-yArDs - "Water Fountain" - Vance Joy - "Mess Is Mine" - The Mountains - "The Valleys" |